# Crise conciliaire
Dans l'histoire de l'Église catholique, la crise conciliaire désigne des tensions qui surviennent de 1414 à 1449 à la fin du grand schisme d’Occident, et qui vit le schisme du concile de Bâle ainsi que l'élection de l'antipape Félix V, remettre en cause l'autorité du Pape sur les conciles. Dès le XIXe siècle, le conflit est définitivement tranché au profit de l'évêque de Rome. N'étant pas nouveau, on en trouve déjà trace dès le début du christianisme, par exemple au IVe siècle, lors du concile d'Arles de 314.

## Événements
En effet, le concile de Constance a recours au conciliarisme pour mettre fin au Grand Schisme. Par son décret Frequens (de) (1417), il se déclare institution permanente de l’Église chargée du contrôle de la papauté. Dès lors, le débat sur l'autorité respective des conciles et du pape au sein de l'Église catholique romaine est ouvertement posé. Le concile de Constance consacre alors un conciliarisme modéré (équilibre entre le pouvoir du concile et le pouvoir monarchique du pape).
Le pape Martin V, par qui le schisme a pris fin, ne conteste pas les conclusions du concile et, conformément au décret Frequens, réunit périodiquement les conciles, d'abord à Pavie en 1423 (il est transféré à Sienne à cause de la peste et dissout en 1424), puis à Bâle en 1431.
Le concile de Bâle confirme le décret Frequens de Constance, mais le nouveau pape Eugène IV, prétextant une faible participation, le dissout et le transfère à Bologne. Ce passage en force provoque la réaction du concile qui ouvre un procès contre le pape, et se dote d'organes comparables à ceux de la curie romaine (chancellerie, rote, etc.) pour se transformer de fait en une institution permanente de gouvernement de l'Église. En 1433, Eugène IV revient sur sa décision et reconnaît la légitimité du concile, qui réaffirme solennellement sa supériorité au pape (1434).
Mais en 1437, Eugène IV transfère le concile de Bâle à Ferrare, arguant de la nécessité de tenir un concile d’union avec les orthodoxes. Seuls restent à Bâle les conciliaristes extrémistes, qui suspendent Eugène IV et élisent comme nouveau pape le comte de Savoie Amédée VIII qui prend le nom de Félix V (1440).
En 1448, les pères du concile quittent Bâle pour Lausanne. Sentant sa position impossible à soutenir, Félix V finit par abdiquer en 1449, et les pères du concile de Lausanne reconnaissent Nicolas V, qui vient de succéder à Eugène IV en échange de la ratification par celui-ci de tous les décrets de Bâle et de Lausanne (bulle du 18 juin 1449). Est consacré un conciliarisme radical qui tend à dénier tout pouvoir autonome au pape et affirme l'infaillibilité du concile.

## Rebondissement auXVIesiècle
La crise conciliaire connaîtra un ultime rebondissement lors de la convocation en 1511 d'un concile à Pise par le roi Louis XII de France, qui rassemble essentiellement des évêques français et opte pour un conciliarisme radical. En réaction, Jules II convoquera le Ve concile du Latran, qui prononcera une condamnation officielle et catégorique des théories conciliaires.